# Glicerofosfolipid
Glicerofosfolipidi ali fosfogliceridi (ponekod tudi glicerofosfatidi) so družina polarnih lipidov (natančneje fosfolipidov), ki se pogosto nahajajo v bioloških (biotskih) membranah, kjer velik delež zasedajo tudi pripadniki druge skupine polarnih lipidov, sfingolipidi. Glicerofosfolipidi prevladujejo v membranah nefotosintezirajočih organizmov, kjer se razporedijo v skladu z modelom tekočega mozaika, pri čemer je hidrofilna glava molekule v stiku z vodo, medtem ko je hidrofobni rep v minimalnem kontaktu z vodno raztopino. So najpogostejši fosfolipidi, med bolje prepoznavne glicerofosfolipide pa spadajo fosfatidiletanolamin, fosfatidilholin (lecitin), fosfatidilserin in fosfatidilinozitol (fosfoinozitid).

## Zgradba
Osrednja molekula (oziroma jedro) glicerofosfolipidov je glicerol, alkohol s tremi hidroksilnimi skupinami (-OH). Dve hidroksilni funkcionalni skupini glicerola sta preko estrske vezi povezani z maščobnima kislinama, ki sta lahko nasičeni (vsebujeta le enojne kovalentne vezi) ali nenasičeni (med ogljikovimi atomi se pojavlja vsaj alkenska dvojna vez).
Velja, da so maščobne kisline, ki se vežejo na glicerol, precej raznolike, četudi imajo običajno šestnajst ali osemnajst ogljikovih atomov. Najpogosteje se na hidroksilno skupino prvega ogljikovega atoma glicerola veže maščobna kislina, ki je nasičena, medtem ko je nenasičena maščobna kislina na drugem mestu. Za nenasičeno maščobno kislino je značilna neravna zgradba (na mestu dvojne vezi je molekula ukrivljena).

### Glavni predstavniki
Na tretjo hidroksilno funkcionalno skupino glicerola je v glicerofosfolipidih vezana fosforjeva (V) kislina. Na tak način nastane tako imenovana fosfatna skupina, na katero se zatem preko estrske vezi veže še en alkohol. Ker je fosforjeva (V) kislina triprotonska kislina, lahko reakcija poteče z eno, dvema ali tremi alkoholnimi enotami, kar vodi v nastanek različnih estrov (mono-, di- in triestrov). Med najpogostejše alkohole, ki se vežejo na fosfatno skupino, spadajo aminokislina serin, aminoalkohola etanolamin ter holin in polihidroksialkohol inozitol. Glicerofosfolipide, ki nastajajo pri dodajanju omenjenih alkoholov, poimenujejo s predpono fosfatidil-. Tako ločimo fosfatidiletanolamin, fosfatidilholin, fosfatidilserin in fosfatidilinozitol. Kadar je na fosfatno skupino vezan le vodik, se molekula imenuje fosfatidna kislina.

### Fizikalne in kemične lastnosti
Vsi omenjeni alkoholi razen inozitola imajo pripeto aminsko ali kakšno drugo funkcionalno skupino, zatorej v raztopinah fiziološkega pH nastopajo kot ionizirane molekule. Za glicerofosfolipide (razen fosfatidiletanolamina in fosfatidilholina) je značilen negativen neto naboj. Bistvena lastnost polarnih membranskih lipidov, kamor poleg glicerofosfolipidov spadajo tudi sfingolipidi, je amfifilnost (amfipatičnost) – lipidi imajo tako hidrofilni (polarni) kot tudi hidrofobni (nepolarni) del. Glicerofosfolipidi imajo polarno glavo (del s fosfatno skupino in vezanim alkoholom), medtem ko je nepolaren rep, katerega glavni del gradita dve dolgoverižni maščobni kislini.